# Glandorf (Niemcy)
Glandorf – gmina samodzielna (niem. Einheitsgemeinde) w Niemczech, w kraju związkowym Dolna Saksonia, w powiecie Osnabrück.

## Współpraca
Miejscowości partnerskie:
- Glandorf, USA
- Feldberger Seenlandschaft, Meklemburgia-Pomorze Przednie (dzielnica Lichtenberg)